# 小川隆司
小川 隆司（おがわ たかし、1925年5月24日 - 2007年7月10日）は、日本の実業家。トンボ鉛筆元代表取締役社長、元会長、取締役名誉会長、日本鉛筆工業協同組合元理事長。通産大臣表彰（現・経済産業大臣表彰）受賞者。

## 人物・経歴
1925年、トンボ鉛筆の創業者小川春之助と妻・小川とわの三男として生まれる。
1948年3月　立教大学経済学部経営学科（現・経営学部）卒業。同年4月、トンボ鉛筆製作所（現・株式会社トンボ鉛筆）入社。
1951年、トンボ鉛筆製作所取締役に就任。同社常務、専務を歴任後、1963年、同社副社長に就任。
1964年、株式会社トンボ鉛筆製作所から株式会社トンボ鉛筆へ社名変更される。
1980年には、工業標準化功労者として通産大臣表彰（現・経済産業大臣表彰）を受賞。
1987年、トンボ鉛筆代表取締役社長（4代目社長）に就任。1990年、同社会長に就任。
1991年、日本鉛筆工業協同組合理事長に就任。1993年から亡くなる2007年まで名誉会長を務めた。
2007年7月10日、脳梗塞のため死去。